# JoBeth Williams
Pour les articles homonymes, voir Williams.
JoBeth Williams est une actrice, productrice et réalisatrice américaine, née le 6 décembre 1948 à Houston, au Texas (États-Unis).

## Filmographie

### Comme actrice
- 1974 : Jabberwocky (en) (série télévisée) : JoBeth
- 1974 : Feasting with Panthers (TV) : Constance Wilde
- 1976 : Somerset (en) (série télévisée) : Carrie Wheeler (unknown épisodes, 1975-1976)
- 1977-1981 : Haine et Passion (The Guiding Light) (série télévisée) : Brandy Schlooe #2 (unknown épisodes, 1977-1981)
- 1978 : The World Beyond (en) (TV) : Marian Faber
- 1979 : Kramer contre Kramer (Kramer vs. Kramer) : Phyllis Bernard
- 1980 : Fun and Games (TV)
- 1980 : Faut s'faire la malle (Stir Crazy) de Sidney Poitier : Meredith
- 1981 : Les Chiens de guerre (The Dogs of War) : Jessie
- 1981 : The Big Black Pill (TV) : Tiffany Farinpour
- 1982 : Poltergeist : Diane Freeling
- 1982 : Espèce en voie de disparition (Endangered Species) : Harriet Purdue
- 1983 : Les Copains d'abord (The Big Chill) : Karen Bowens
- 1983 : Adam (en) (TV) : Reve Walsh
- 1983 : Le Jour d'après (The Day After) (TV) : Nurse Nancy Bauer
- 1984 : Ras les profs ! (Teachers) : Lisa Hammond
- 1984 : Une Américaine à Paris (American Dreamer) : Cathy Palmer / Rebecca Ryan
- 1985 : Kids Don't Tell (en) (TV) : Claudia Ryan
- 1986 : Desert Bloom (en) : Lily Chismore
- 1986 : Poltergeist 2 (Poltergeist II: The Other Side) : Diane Freeling
- 1986 : Adam: His Song Continues (TV) : Reve Walsh
- 1987 : Murder Ordained (en) (TV) : Lorna Anderson
- 1988 : Baby M (TV) : Marybeth Whitehead
- 1988 : Drôles de confidences : Lisa
- 1989 : Dans l'enfer de l'alcool (en) (My Name Is Bill W.) (TV) : Lois 'Lo' Wilson
- 1989 : Welcome Home : Sarah
- 1990 : Child in the Night (en) (TV) : Dr Hollis
- 1991 : Le Piège du désir (en) (Victim of Love) (TV) : Tess Palmer
- 1991 : Dans la peau d'une blonde (Switch) : Margo Brofman
- 1991 : Sacré sale gosse (Dutch) : Natalie Standish
- 1992 : Me, Myself and I (en) : Crazy / Sane Diane
- 1992 : Arrête ou ma mère va tirer ! (Stop! Or My Mom Will Shoot) : Lt. Gwen Harper
- 1992 : Inspecteur Poisson (Fish Police) (série télévisée) : Angel (voix)
- 1992 : Jonathan: The Boy Nobody Wanted (en) (TV) : Ginny Moore
- 1993 : Jonny's Golden Quest (en) (TV) : Jade Kenyon (voix)
- 1993 : Amour, sexe et sang-froid (Sex, Love and Cold Hard Cash) (TV) : Sarah Gallagher
- 1993 : Chantilly Lace (TV) : Natalie
- 1993 : Final Appeal (TV) : Christine Biondi
- 1994 : Wyatt Earp : Bessie Earp
- 1994 : Parallel Lives (en) (TV) : Winnie Winslow
- 1994 : Troublante vérité (Voices from Within) (TV) : Nancy Parkhurst
- 1995 : A Season of Hope (TV) : Elizabeth Hackett
- 1995-1996 : The Client (en) (série télévisée) : Reggie Love
- 1996 : Ruby Jean and Joe (TV) : Rose
- 1996 : Le Silence de Laura (Breaking Through) (TV) : Pam Willis
- 1997 : Un Indien à New York (Jungle 2 Jungle) : Dr Patricia Cromwell
- 1997 : Coup de foudre à Hollywood (Just Write) : Sidney Stone
- 1997 : Little City (en) : Anne
- 1997 : Danger de mort (When Danger Follows You Home) : Anne Werden
- 1998 : Kate Chopin: A Re-Awakening (TV) : Voice
- 1998 : De la Terre à la Lune (From the Earth to the Moon) (feuilleton TV) : Marge Slayton
- 1998 : Les Flocons de l'amour (en) (A Chance of Snow) (TV) : Madeline 'Maddie Parker
- 1999 : Payne (en) (série télévisée) : Constance 'Connie' Payne (unknown épisodes)
- 1999 : Justice (TV) : Jane Newhart
- 1999 : It Came from the Sky (TV) : Alice Bridges
- 1999 : Jackie's Back (en) (TV) : Jo Face (Jackie's Vocal Coach)
- 2000 : Trapped in a Purple Haze (en) (TV) : Sophie Hanson
- 2001 : The Ponder Heart (TV) : Edna Earle Ponder
- 2002 : Homeward Bound (TV) : Elaine Ashton
- 2002 : New York, unité spéciale (saison 4, épisode 8) : Mrs. Rawley
- 2002 : Repossessed : Tina Martin
- 2002 : Dérangée (en) (The Rose Technique) : Dr Lillian Rose
- 2005 : Terrain d'entente (Fever Pitch) : Maureen Meeks
- 2005 : 14 Hours (en) (TV) : Jeanette Makins
- 2005 : Into the Fire (en) (TV) : June Sickles
- 2005 : Crazylove : Mrs. Mayer
- 2006 : Stroller Wars (TV) : Roberta
- 2006 : 24 heures chrono (série télévisée) (saison 5, épisode 11) : Miriam Henderson
- 2006 : Numb3rs (série télévisée) (saison 2, épisode 24) : Margaret Eppes
- 2007 : Dexter (série télévisée) saison 2 : Gail (La mère de Rita Bennett)
- 2009 : TIMER : Marion DePaul
- 2009 - 2010 : Private Practice (série télévisée) (saison 3-4) : Bizzy Montgomery (La mère de Addison Montgomery)
- 2011 : Hart of Dixie (série télévisée) (saison 1) : Candice Hart
- 2011 : Noël au Far West (Love's Christmas Journey) (TV) : Mrs. Beatrice Thompson
- 2011 : Los Angeles, police judiciaire (saison 1, épisode 12) : Mrs. Walker
- 2013 : Perception (série télévisée) (Saison 2) : Mère de Daniel Pierce
- 2014 : L'amour de mes rêves : Charlotte
- 2016 : The List d'Harris Goldberg : Mrs. Stern
- 2016 : Within - Dans les murs (Crawlspace) de Phil Claydon : Rosemary Fletcher
- 2018 : Good Doctor (série télévisée) : Ruth
- 2024 : Not Without Hope de Joe Carnahan

### comme réalisatrice
- 1994 : On Hope (TV)
- 2000 : Le Rêve de Frankie (Frankie & Hazel) (TV)
- 2001 : Winona's Web

### comme productrice
- 1994 : On Hope (TV)